# Viña Valdivieso
Viña Valdivieso o Viña Santa Elena, es una empresa vitivinícola chilena, cuya sede se encuentra en Santiago de Chile. Fue fundada por don Nicolás Valdivieso Cruzat, y en 1879 su hijo mayor, Alberto Valdivieso de la Maza viajó a Francia para conocer la elaboración del champagne y volvió a Chile con los conocimientos necesarios para iniciar la producción del primer champagne chileno. Tras un siglo con esa denominación con la firma de tratados comerciales por tema con Denominación de origen pasó a llamarse "espumantes".
La Viña de 150 hectáreas se encontraba ubicada en la actual calle Santa Elena de Santiago y sus bodegas de vinificación están en la calle Celia Solar esquina de Santa Elena.
Desde ese momento y hasta la década de 1980 solo producía espumantes. Fue de hecho la primera casa productora en Chile y América de espumantes (champaña). En la actualidad también produce vinos.
Casi uno de cada tres espumantes chilenos que se exportan hoy en día son de esa bodega, y también 60% de los que se consumen en el mercado doméstico. Valdivieso es la marca líder en la categoría, teniendo el portafolio más variado de Latinoamérica.
Los paladares de los trasandinos comenzaron a sentir las burbujas gracias a la champagna de Valdivieso, denominación que hasta hace un tiempo utilizaban para el mercado local, aunque solo se permite usar para los espumantes elaborados en esa región de Francia.

## Instalaciones
Esta viña, que tiene su base de operaciones actualmente en el valle Curicó. Sus instalaciones les permiten elaborar espumantes en varias líneas, elaborados tanto por el mágico método tradicional (o Champenoise), y el industrial (conocido como Charmat). El primero realiza una segunda fermentación en la botella, con el degüelle manual, en un trabajo artesanal y muy cuidado del enólogo. El segundo permite elaborar a gran escala. Se trata de la misma lógica, pero realizada en grandes cuvas de acero inoxidable, en las cuales se logra casi el mismo resultado gracias a la tecnología.

## Diversificación
Con la reconversión de la viña chilena Valdivieso se diversificó en la producción y desde los 80 incursionó en el mundo de los tintos y otro tipo de vinos. Con los años, incorporó a un personaje fundamental para su actualidad: el enólogo jefe, Brett Jackson, un neozelandés adoptado por Chile que se sintió atraído por las condiciones del país atrapado entre cordilleras. Según este enólogo, Chile tiene un “mosaico” de condiciones climáticas y de suelo que le permiten al productor conseguir una materia primera excelente.

### Vinos
Su vino ícono es el "Caballo Loco", en homenaje al dueño. Según cuentan, se trata de un hombre alto, hiperactivo, que siempre tenía algo que inventar, y esa forma de encarar la vida le valió el apodo. Se trata de un blend de cepas tintas que recoge lo mejor de la viña. Se elabora con 50% de la mejor producción del año, mezclada con 50% de los mejor del año anterior. El clásico “Caballo Loco” no declara añada ni cepas. Es, realmente, uno de los íconos imprescindibles de Chile.

## Premios y reconocimientos
- Internacionales:
  - Entre las 100 mejores sociedades vitivinícolas en 2008, 2011, 2012 y 2016, según la Asociación Mundial de Periodistas y Escritores de Vinos y Licores.[2][3][4][5]